# Xingqing
Xingqing (en chino, 兴庆区; pinyin, Xīngqìng qū, léase Sing-Ching) es un distrito urbano bajo la administración directa de la Prefectura Yinchuan en la Región autónoma de Ningxia, República Popular China.  Su área es de 648 km² y su población total para 2010 superó los 670 mil habitantes.

## Administración
Desde julio de 2020, el  Distrito Xingqing se divide en 5 pueblos que se administran en 1 subdistrito,  2 poblados y 2 villas.